# ミネソタ・ポイント
ミネソタ・ポイント（Minnesota Point）は、スペリオル湖最西端、セントルイス川の河口に形成された砂州。アメリカ合衆国ミネソタ州ダルース市のキャナル・パークから南東に伸び、ダルース港の天然の防波堤の役割を果たしている。砂州はミネソタ・ポイント単体で長さ約11km、ウィスコンシン州側のウィスコンシン・ポイントとあわせて約16kmにおよび、淡水に形成された砂州としては世界で最も長いものである。
ミネソタ・ポイント上でのスペリオル湖とセントルイス川との連水陸送が可能であったため、古くからこの地に住み着いていたネイティブ・アメリカンのオジブワ族はダルースの地を「連水陸送の地」を意味するオニガミインシング（Onigamiinsing）と呼んだ。1679年、ダルース周辺の地を初めて探索したヨーロッパ人、ダニエル・グレイソロンはこのミネソタ・ポイントに船を着けた。やがて1854年にミネソタ・ポイント上に村ができた。この村は1889年にダルースに吸収合併された。
初期の港はミネソタ・ポイントの湖側につくられていたため、スペリオル湖からの強風や高波に対して脆弱であった。そこで1870年から1871年にかけて、ミネソタ・ポイントに運河が掘削され、港は砂州の内側の湾につくられた。この結果、ミネソタ・ポイントはダルースと事実上地続きではなくなり、孤立した島となった。その後しばらくの間フェリーや歩行者専用の吊り橋などダルースとミネソタ・ポイントとの交通を確保する手段が試されたが、いずれも成功しなかった。この交通手段の問題は1905年、ダルースとミネソタ・ポイントとの間にエアリアル橋が架けられることによって解決した。エアリアル橋は当時はゴンドラで対岸まで通行者を渡す運搬橋であったが、交通量が増加したため1930年に昇開橋に改造され、現在でも使われている。
砂州には天然のビーチが続いている。しかしスペリオル湖の水温が年間平均で摂氏4度と低いため、夏でも泳ぐには適さない。砂州上にはハマエンドウやサンド・チェリー（Sand Cherry）、フォールス・ヘザー（False Heather）などの背丈の低い被子植物が主に見られる。砂州の先端付近では、トウワタ属の植物が多く生えている。また、砂州にはポイズン・アイビー（Poison Ivy）というウルシ科の植物も生えている。これら草本植物のほか、ミネソタ・ポイントにはカラマツの林も形成されている。これらの植物は、砂州がスペリオル湖に侵食され、削られるのを防ぐ役割を果たしている。